# Зцілити націю
«Зцілити націю» (англ. To Heal a Nation) — американський телевізійний фільм 1988 року.

## Сюжет
Історія Яна Скраггса, озлобленого ветерана В'єтнаму, який повертається з війни зломленою людиною. Тим не менш, за допомогою його люблячої дружини Беккі, він починає нове життя щоб знайти для себе мету. Ян починає рішучу кампанію по збору коштів для зведення пам'ятника загиблим у В'єтнамі.

## У ролях
| Актор             | Роль                |
| ----------------- | ------------------- |
| Ерік Робертс      | Ян Скраггс          |
| Глінніс О'Коннор  | Беккі Скраггс       |
| Маршалл Кольт     | Джек Вілер          |
| Скотт Полін       | Боб Дубек           |
| Лі Перселл        | Сенді               |
| Брок Пітерс       | Пол Тернер          |
| Глорія Карлін     | Моніка              |
| Джордан Чарні     | Спрейреген          |
| Темлін Томита     | Майя Ін Лін         |
| Лоуренс Лакінбілл | сенатор Боб Матіас  |
| Лінден Чайлз      | сенатор Джон Ворнер |